# (214378) Kleinmann
(214378) Kleinmann est un astéroïde de la ceinture principale.

## Description
(214378) Kleinmann est un astéroïde de la ceinture principale. Il fut découvert le 10 juin 2005 à Vicques par Michel Ory. Il présente une orbite caractérisée par un demi-grand axe de 2,57 UA, une excentricité de 0,12 et une inclinaison de 8,2° par rapport à l'écliptique.

## Compléments